# Parafia bł. Michała Kozala w Ryjewie
Parafia bł. Michała Kozala w Ryjewie – parafia rzymskokatolicka w diecezji elbląskiej. Erygowana w 25 września 1994 roku przez biskupa elbląskiego Andrzeja Śliwińskiego.
Na obszarze parafii leżą miejscowości: Ryjewo - ulice: Braterstwa Narodów, Donimirskich, Grunwaldzka, (numery od 79 i 50 do końca), Kolejowa, Kopernika, Kościuszki, Lipowa, Os. Leśne, Pod Lasem, Polna, Ks. kanonika Franciszka Prusa, Słowiańska. Tereny te znajdują się w gminie Ryjewo w powiecie kwidzyńskim, w województwie pomorskim.
Kościół w Ryjewie został wybudowany w 1895 roku, do 1945 służył ewangelikom. W latach 1988–1991 odbudowany z inicjatywy proboszcza parafii Świętej Rodziny w Ryjewie ks. Jana Wiśniewskiego. Świątynię poświęcono 14 października 1993 roku.

## Proboszczowie parafii
- 1994 - ks. kanonik Jan Wiśniewski
- 1994-1998 - ks. Jerzy Pawelczyk
- 1998-2001 - ks. Henryk Bogusz
- 2001-2005 - ks. kanonik Wacław Karawaj
- 2005-2010 - ks. kanonik Henryk Maroń
- 2010-2013 - ks. Tomasz Bielecki
- od 2013 - ks. Krzysztof Sękuła